# Grube ramię wstępujące pętli nefronu

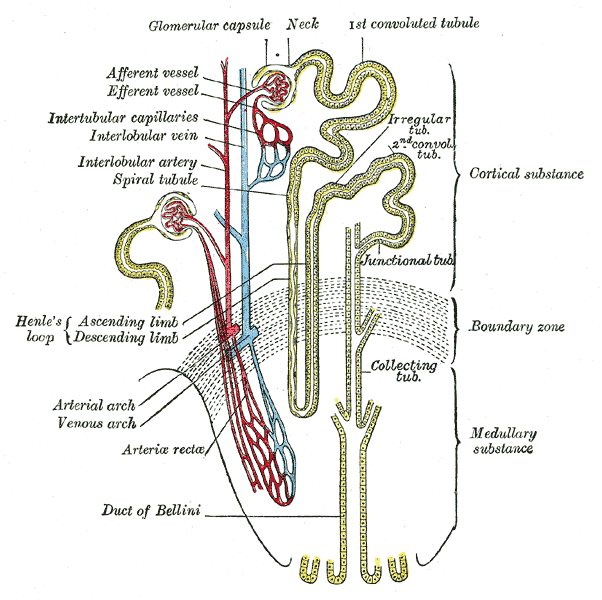
Schemat budowy nefronu z widocznym grubym ramieniem wstępującym pętli nefronu (Henle' loop (Ascending limb))

Grube ramię wstępujące pętli nefronu – ostatni odcinek pętli nefronu, będącej fragmentem kanalika nerkowego. Znajduje się między cienkim ramieniem wstępującym pętli nefronu a kanalikiem dystalnym. Można wyróżnić jego dwie części: rdzeniową i korową. Różnice między nimi są głównie anatomicznie, funkcjonalnie odgrywają tę samą rolę.
Nabłonek, z którego jest zbudowane ramię, jest nieprzepuszczalny dla wody. Jony sodowe (Na+), potasowe (K+) oraz chlorkowe (Cl−) są resorbowane drogą transportu aktywnego.

Przeczytaj ostrzeżenie dotyczące informacji medycznych i pokrewnych zamieszczonych w Wikipedii.